# Bonnes, Charente

Bonnes este o comună în departamentul Charente, Franța. În 1 ianuarie 2022 avea o populație de 360 de locuitori.